# 와타나베 마나부
와타나베 마나부(일본어: 渡部 学, 1986년 10월 5일 ~ )는 일본의 전 축구 선수이다.

## 구단 경력
과거 미토 홀리호크, 후쿠시마 유나이티드 FC, YSCC 요코하마에서 활동하였다.